# Ehemaliges Schulgebäude (Düren)

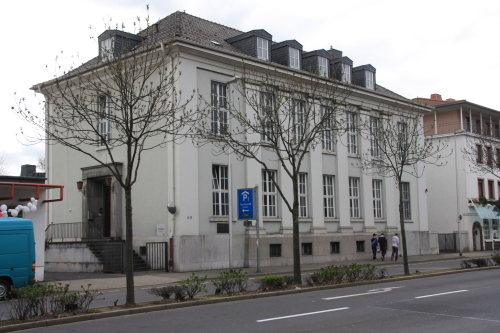
Das ehemalige Schulgebäude

Das ehemalige Schulgebäude ist ein denkmalgeschütztes Gebäude in Düren, Nordrhein-Westfalen, Schenkelstraße 6–8.

## Gebäude
Es handelt sich um das ehemalige Schulhaus der reformierten Gemeinde zu Düren, das zwischen 1833 und 1834 vom Architekten Adam Franz Friedrich Leydel erbaut wurde. Der zweigeschossige klassizistische Bau hat eine Pilastergliederung und steht mit einer Längsseite an der Straße. Das Haus hat sieben Fensterachsen und ein Walmdach. Die ursprünglichen Eingänge waren an der Straßenseite.
Die offizielle Einweihung fand am 18. Oktober 1834 statt. Der Schulvorstand bestand aus dem reformierten Prediger, zwei Presbytern und sechs Familienvätern. Die 73 Schüler wurden von zwei Lehrern und zwei Lehrerinnen unterrichtet. An der Schule wirkte zeitweise der Pädagoge Hermann Eugen Benrath.
1895 übernahm die Stadt Düren das Gebäude und nutzte es als Volksschule. Von 1908 bis 2019 war es Nebengebäude der Stadtverwaltung Düren. Zuletzt 2019 war dort das Ordnungsamt untergebracht. Es zog dann in angemietete Räume im Haus Wirteltorplatz 7 um.
Es ist geplant, dass das Stadtmuseum Düren in dieses Gebäude (nach Umbau) umzieht. Ein Datum steht noch nicht fest (Stand Januar 2023).
Hinter dem Gebäude liegt der Stadtmauerrest Schenkelstraße 6–8.
Das Bauwerk ist unter Nr. 1/004 in die Denkmalliste der Stadt Düren eingetragen.